# 24818 Менікеллі
24818 Менікеллі (24818 Menichelli) — астероїд головного поясу, відкритий 23 листопада 1994 року.
Тіссеранів параметр щодо Юпітера — 3,171.